# Романов, Евгений Александрович
Евгений Александрович Романов (род. 20 июля 1985, Волгоград, СССР) — российский боксёр-профессионал, выступающий в бриджервейте и в тяжёлой весовых категориях. Мастер спорта международного класса, чемпион России (2009), трёхкратный серебряный призёр чемпионата России (2005, 2006, 2008), чемпион мира среди юниоров (2004), чемпион Европы среди юниоров (2003), многократный победитель и призёр международных и всероссийский турниров в любителях.
Среди профессионалов обязательный претендент на титул чемпиона мира по версии WBC в бриджервейте (до 101,6 кг), и бывший чемпион по версии WBO Global (2019—2021) в тяжёлом весе.
В любителях нокаутировал будущего чемпиона мира по версии WBC в тяжёлом весе Деонтея Уайлдера.
Лучшая позиция по рейтингу BoxRec — 21-я (сентябрь 2019) и являлся 2-м среди российских боксёров (после Александра Поветкина) в тяжёлой весовой категории, а по рейтингам основных международных боксёрских организаций занимал 2-ю строку рейтинга WBC, и 10-ю строчку рейтинга WBO, — входя в топ-20 лучших тяжеловесов всего мира.

## Любительская карьера
Активно заниматься боксом начал в возрасте двенадцати лет по наставлению отчима. Первое время проходил подготовку под руководством Валерия Павловича Макиенко, позже, в период 2002—2010 годов, был подопечным заслуженного тренера России Александра Сергеевича Черноиванова.
В августе 2003 года стал чемпионом Европы среди юниоров в весовой категории до 91 кг.
В июне 2004 года стал чемпионом мира среди юниоров в Чеджу (Республика Корея), в весе до 91 кг, в полуфинале победив опытного кубинца Роберта Альфонсо, и в финале одержав победу над узбекским боксёром Азизжоном Рахмоновым.
В 2005 году выступал на чемпионате России в Магнитогорске в весовой категории до 91 кг. В 1/8 финала победил Сергея Смыкова, а в четвертьфинале победил Дениса Мирошниченко. В полуфинале победил Рахима Чахкиева, но в финале проиграл Александру Алексееву.
В 2006 году выступал на чемпионате России в Ханты-Мансийске в весовой категории до 91 кг. В 1/8 финала победил Сергея Смыкова, а в четвертьфинале победил Игоря Синявского. В полуфинале победил Абукара Дзангиева, но в финале проиграл Роману Романчуку.
В 2007 году выступал на чемпионате России в Якутске в весовой категории до 91 кг. В 1/8 финала победил Сергея Калчугина, а в четвертьфинале проиграл Мусалчи Магомедову.
В 2008 году, в матчевой встрече Россия — США нокаутировал Деонтея Уайлдера — будущего чемпиона мира.
В октябре того же года выступал на чемпионате России в Калининграде в весовой категории до 91 кг. В 1/8 финала победил Алексея Зубова, и в четвертьфинале победил Андрея Афонина. В полуфинале победил Спартака Бахтиярова, но в финале проиграл Егору Мехонцеву.
В декабре того же года выступил ещё и на Кубке мира в Москве в весовой категории до 91 кг. И в четвертьфинале проиграл кубинцу Осмаю Акосте — который в итоге тогда завоевал золото кубка мира.
В 2009 году выступал на чемпионате России в Ростове-на-Дону, где в 1/8 финала победил Павла Никитаева, а в четвертьфинале победил Абдулхамида Нурмагомедова. В полуфинале победил Сергея Калчугина и в финале победил Спартака Бахтиярова, и наконец стал чемпионом России в весовой категории до 91 кг.
В 2010-м году объявил о завершении любительской карьеры.

## Профессиональная карьера
30 июля 2016 года он дебютировал на профессиональном ринге, одержав победу техническим нокаутом в 3-м раунде над опытным белорусом Виктором Чварковым (1-0).
В декабре 2017 года подписал контракт с промоутерской компанией «RCC Boxing Promotions».
22 апреля 2018 года Евгений Романов победил техническим нокаутом в 1-м раунде самого опытного, но значительно истраченного, соотечественника Дениса Бахтова.

#### Бой с Дарио Бальмаседу
24 августа 2019 года Евгений победил аргентинца Дарио Бальмаседу техническим нокаутом в первом раунде.Оппонент трижды оказался на настиле ринга, и рефери остановил бой.

### Бой с Сергеем Ляховичем
7 ноября 2020 года нокаутировал во 2-м раунде экс-чемпиона мира в тяжёлом весе 44-летнего белоруса Сергея Ляховича. Во втором раунде Романов потряс Ляховича серией ударов возле канатов, экс-чемпион опустился на колено и не сумел продолжить поединок до окончания отсчета рефери.

### Бой с Дмитрием Кудряшовым
21 мая 2021 года в Химках (Московская область) в главном событии которого россияне Дмитрий Кудряшов и Евгений Романов провели отборочный бой на титул WBC в бриджервейте (224 фунт / 101,6 кг). Поединок продлился все отведенные на него двенадцать раундов, на протяжении которых Романов выбрасывал заметно больше ударов и был точнее. Дмитрий Кудряшов каждый момент боя искал свои моменты, но Романов лучше чувствовал дистанцию и умело прерывал атаки соперника джебом. В концовке Кудряшов активизировался, а у Романова практически закрылся правый глаз, однако силы обоих боксеров были практически на исходе и никто из них не смог нанести плотный завершающий удар. По итогам двенадцати раундов судьи единогласно отдали победу Романову со счетом 120—108 и 119—109 дважды.

#### Бой с Викапито Мероро
19 августа 2022 года в Сыктывкаре (Россия) путём отказа от продолжения боя после 7-го раунда победил опытного намибийского джорнимэна Викапита Мероро.

### Бой с Крисом Томпсоном
7 мая 2023 года в Екатеринбурге (Россия) на турнире RCC Boxing Promotions одержал победу единогласным решением судей над южноафриканцем Крисом Томпсоном. Поединок имел конкурентный характер. Неожиданно для всех, Томпсон оказал достойное сопротивление фавориту в лице Романова, и к середине поединка было сложно назвать победителя. В заключительных раундах Романов стал более активнее работать по этажам и доносить до цели свои удары. В конечном итоге все трое судей отдали победу Романову.

### Бой с Уилмером Васкесом
8 сентября 2023 года в Челябинске победил представителя Венесуэлы 42-летнего Уилмера Васкеса.
Васкес, который был участником Олимпиады 2004, неплохо провел первый раунд, но затем венесуэлец снизил активность, и Романов уверенно довел бой до победы единогласным решением судей в десятираундовом бою. Счет судейских записок назван не был. 38-летний Евгений Романов не имеет поражений на профессиональном ринге и в прошлом году был претендентом на титул WBC в новой весовой категории до 101,6 кг, но из-за санкций лишился позиций в рейтинге организации. Васкес после Олимпиады начал выглядевшую перспективной профессиональною карьеру в США, но прервал выступления в 2010 году и вернулся на ринг лишь в 2019.

### Бой с Чжаном Чжаосинем
10 февраля 2024 года в Екатеринбурге на турнире RCC Boxing Promotions проиграл нокаутом во втором раунде китайскому боксёру Чжан Чжаосиню. С первых секунд Евгений доминировал в ринге и владел подавляющим преимуществом отправив левым боковым соперника в нокдаун в концовке первого раунда. Однако во втором раунде в одном из разменов пропустил точный боковой и оказался в нокауте. Таким образом Чжаосинь стал обязательным претендентом на пояс WBA в бриджервейте (до 101,6 кг.) принадлежащий Евгению Тищенко (13-1, 8 КО).

## Статистика профессиональных боёв
В таблице перечислены результаты всех поединков боксёров.
В каждой строке указан результат поединка. Дополнительно номер поединка обозначен цветом, который обозначает итог поединка. Расшифровка обозначений и цветов представлена в нижеследующей таблице.
| Пример | Расшифровка                     |
| ------ | ------------------------------- |
|        | Победа                          |
|        | Ничья                           |
|        | Поражение                       |
|        | Планируемый поединок            |
|        | Поединок признан несостоявшимся |
| КО     | Нокаут                          |
| ТКО    | Технический нокаут              |
| PTS    | Решение судей (по очкам)        |
| UD     | Единогласное решение судей      |
| MD     | Решение большинства судей       |
| SD     | Раздельное решение судей        |
| RTD    | Отказ от продолжения боя        |
| DQ     | Дисквалификация                 |
| NC     | Поединок признан несостоявшимся |

| 20 поединков, 19 побед (12 нокаутом), 1 поражение. | 20 поединков, 19 побед (12 нокаутом), 1 поражение. | 20 поединков, 19 побед (12 нокаутом), 1 поражение. | 20 поединков, 19 побед (12 нокаутом), 1 поражение.              | 20 поединков, 19 побед (12 нокаутом), 1 поражение. | 20 поединков, 19 побед (12 нокаутом), 1 поражение.                                                                          | 20 поединков, 19 побед (12 нокаутом), 1 поражение. |
| Бой                                                | Дата                                               | Соперник                                           | Место проведения                                                | Результат                                          | Примечание |                                                    |
| -------------------------------------------------- | -------------------------------------------------- | -------------------------------------------------- | --------------------------------------------------------------- | -------------------------------------------------- | --- | -------------------------------------------------- |
| 20                                                 | 10 февраля 2024                                    | Чжан Чжаосинь (11-2-1)                             | КРК «Уралец», Екатеринбург, Свердловская область, Россия        | KO 2 (12), 1:16                                    | Бой за звание обязательного претендента на титул чемпиона мира по версии WBA в бриджервейте.                                |                                                    |
| 19                                                 | 8 сентября 2023                                    | Вильмер Васкес (12-1-2)                            | ДС «Трактор», Челябинск, Челябинская область, Россия            | UD 10                                              | Счет: 100-90 и 99-91 (дважды). Бой за звание обязательного претендента на титул чемпиона мира по версии WBC в бриджервейте. |                                                    |
| 18                                                 | 7 марта 2023                                       | Крис Томпсон (12-3-1)                              | ДИВС, Екатеринбург, Свердловская область, Россия                | UD 8                                               | Счёт: 79-73, 78-74 (дважды).                                                                                                |                                                    |
| 17                                                 | 19 августа 2022                                    | Викапита Мероро (30-12)                            | КСК «Лузалес-Арена», Сыктывкар, Республика Коми, Россия         | RTD 7 (10), 3:00                                   | Счёт: 70-62 (трижды). |                                                    |
| 16                                                 | 21 мая 2021                                        | Дмитрий Кудряшов (24-3)                            | БЦ «Химки», Химки, Московская область, Россия                   | UD 12                                              | Счёт: 120-108, 119-109 (дважды). Завоевал вакантный титул WBC Silver в бриджервейте. Элиминатор WBC в бриджервейте.         |                                                    |
| 15                                                 | 7 ноября 2020                                      | Сергей Ляхович (27-8)                              | Академия бокса, Екатеринбург, Свердловская область, Россия      | KO 2 (10), 1:48                                    | Защитил титул WBO Global в тяжёлом весе (1-я защита Романова).                                                              |                                                    |
| 14                                                 | 24 августа 2019                                    | Дарио Герман Балмаседа (19-17-2)                   | ДС «Трактор», Челябинск, Челябинская область, Россия            | TKO 1 (10), 2:33                                   | |                                                    |
| 13                                                 | 16 июня 2019                                       | Ариэль Эстебан Бракамонте (9-2)                    | КРК «Уралец», Екатеринбург, Свердловская область, Россия        | UD 10                                              | Завоевал вакантный титул WBO Global в тяжёлом весе. Бракамонте в нокдауне в 1-м раунде. Счёт: 99-90 (все).                  |                                                    |
| 12                                                 | 22 февраля 2019                                    | Диллон Карман (14-3)                               | Екатеринбург, Свердловская область, Россия                      | KO 1 (10), 1:53                                    | Завоевал вакантный титул WBO Global в тяжёлом весе.                                                                         |                                                    |
| 11                                                 | 8 декабря 2018                                     | Габриэл Энгуэма (8-7)                              | Академия бокса, Екатеринбург, Свердловская область, Россия      | TKO 6 (8), 1:13                                    | |                                                    |
| 10                                                 | 14 июля 2018                                       | Марсело Луис Насименто (18-16)                     | Академия бокса, Екатеринбург, Свердловская область, Россия      | KO 6 (8), 2:08                                     | Насименто в нокдауне в 3-м и 6-м раундах.                                                                                   |                                                    |
| 9                                                  | 22 апреля 2018                                     | Денис Бахтов (39-12)                               | ДИВС, Екатеринбург, Свердловская область, Россия                | TKO 1 (8), 2:15                                    | |                                                    |
| 8                                                  | 10 февраля 2018                                    | Герман Скобенко (4-0-2)                            | ДИВС, Екатеринбург, Свердловская область, Россия                | TKO 7 (8), 0:49                                    | |                                                    |
| 7                                                  | 15 декабря 2017                                    | Торнике Пуритчамиашвили (10-6)                     | ДИВС, Екатеринбург, Свердловская область, Россия                | UD 6                                               | Счёт: 60-54 (все). |                                                    |
| 6                                                  | 18 ноября 2017                                     | Александр Нестеренко (9-7)                         | Event-Hall, Солнечный, Воронежская область, Россия              | KO 2 (6), 2:15                                     | Нестеренко в нокдауне во 2-м раунде.                                                                                        |                                                    |
| 5                                                  | 7 сентября 2017                                    | Муродбек Азимов (8-7-1)                            | ЛДС «Кристалл», Саратов, Саратовская область, Россия            | UD 6                                               | Счёт: 60-54 (все). |                                                    |
| 4                                                  | 27 мая 2017                                        | Гогита Горгиладзе (35-18)                          | Event-Hall, Солнечный, Воронежская область, Россия              | TKO 2 (6), 1:45                                    | |                                                    |
| 3                                                  | 5 февраля 2017                                     | Юрий Быховцев (9-11-3)                             | Expocentre, Волгоград, Волгоградская область, Россия            | UD 6                                               | Счёт: 58-56, 58-57, 59-55.                                                                                                  |                                                    |
| 2                                                  | 25 ноября 2016                                     | Владимир Гончаров (5-4)                            | Korston Club, Москва, Россия                                    | TKO 1 (6), 2:01                                    | |                                                    |
| 1                                                  | 30 июля 2016                                       | Виктор Чварков (1-0)                               | Galaktika Culture Centre, Эстосадок, Краснодарский край, Россия | TKO 3 (4), 2:38                                    | |                                                    |
| Бой                                                | Дата                                               | Соперник                                           | Место проведения                                                | Результат                                          | Примечание |                                                    |

## Титулы

### Любительские
- 2003.  Чемпион Европы среди юниоров в тяжёлом весе (до 91 кг).
- 2004.  Чемпион мира среди юниоров в тяжёлом весе (до 91 кг).
- 2005.  Серебряный призёр чемпионата России в тяжёлом весе (до 91 кг).
- 2006.  Серебряный призёр чемпионата России в тяжёлом весе (до 91 кг).
- 2008.  Серебряный призёр чемпионата России в тяжёлом весе (до 91 кг).
- 2009.  Чемпион России в тяжёлом весе (до 91 кг).

### Профессиональные
- Титул WBO Global в тяжёлом весе (2019, 2019—2020).
- Титул WBC Silver в бриджервейте (2021).